# Marina Silva Tuono
Marina Silva Tuono (1º agosto 1995) è una bobbista brasiliana.

## Biografia
Coinvolta nello sport sin dall'età di 5 anni, ha praticato la ginnastica artistica e a 19 anni si dedicò al crossfit e il sollevamento pesi. Gareggia nel bob dal 2017 in qualità di frenatrice per la squadra nazionale brasiliana, debuttando in Coppa Nordamericana a gennaio 2017. Nel 2019 decise di cimentarsi alla guida della slitta e passò al monobob; nel circuito delle World Series di monobob femminile andò per la prima volta a podio il 15 gennaio 2021 a Park City, terminando seconda nella quarta gara della stagione 2020/21 e concludendo poi l'annata al terzo posto in classifica generale.

## Palmarès

### World Series di monobob femminile
- Miglior piazzamento in classifica generale: 3ª nel 2020/21.
- 3 podi:
  - 1 secondo posto;
  - 2 terzi posti.